# Anna 6-18
Pour plus de détails, voir Fiche technique et Distribution.
Anna 6-18 (Анна: от 6 до 18) est un film documentaire de Nikita Mikhalkov, réalisé entre 1980 et 1993, sorti en 1994.

## Synopsis
Anna 6-18 décrit l'URSS, puis la Russie, de 1980 à 1991, au travers du regard et des impressions d'Anna, la fille du réalisateur, âgée de 6 à 17 ans. Les images familiales ont été en partie tournées clandestinement, avec des chutes de pellicules récupérées par Nikita Mikhalkov. Le documentaire intègre des images d'archives sur l'URSS et des images d'actualité. La censure, la perestroïka, la glasnost, la fin de l'Empire soviétique, la chute de Mikhaïl Gorbatchev et l'occidentalisation du pays sont évoquées et analysées par le réalisateur.

## Fil rouge
Chaque année, ou presque, Nikita Mikhalkov pose à Anna une série de cinq questions identiques  :
- 1) De quoi as-tu le plus peur ?
- 2) De quoi as-tu le plus envie ?
- 3) Que détestes-tu plus que tout ?
- 4) Qu’est-ce que tu aimes par-dessus tout ?
- 5) Qu’attends-tu de la vie ?

Les réponses à ces questions témoignent des états d'âmes d'Anna au fil du temps, mais renvoient aussi à l'ambiance générale qui règne au sein de la société soviétique.

## Fiche technique
- Titre original : Anna: Ot shesti do vosemnadtsati
- Titre français : Anna 6-18 (Canada), Anna (France)
- Réalisateur : Nikita Mikhalkov
- Scénario : Nikita Mikhalkov et Sergueï Mirochnitchenko
- Producteurs : Nikita Mikhalkov, Michel Seydoux
- Musique : Edouard Artemiev
- Montage : Eleonora Praksina
- Pays d'origine : Russie
- Langue : russe
- Format : couleur et noir et blanc
- Genre : documentaire
- Durée : 100 minutes
- Date de sortie : 1994 (Berlinale)

## Principaux intervenants
- Anna Mikhalkova : elle-même
- Nadezhda Mikhalkova : elle-même
- Nikita Mikhalkov : lui-même

## Récompenses
- Meilleur documentaire dans la catégorie long-métrage au Hamptons International Film Festival, 1996.